# Armijas štāba bataljons (Łotwa)
Batalion Sztabowy Armii (łot. Armijas štāba bataljons) – łotewski oddział wojskowy utworzony w 1919 roku jako kompania dowodzenia podległa bezpośrednio sztabowi Naczelnego Wodza, w latach 1921–1923 zespół dowodzenia przy ministerstwie obrony, od 1923 kompania sztabowa, a od 1936 roku batalion. Do zadań oddziału należało zapewnienie ochrony siedziby dowództwa łotewskiej armii, a także pełnienie wart honorowych na Zamku w Rydze i przed Pomnikiem Wolności. Oddział został zlikwidowany w 1940 roku.

## Formowanie
- Kompania Dowodzenia Sztabu Naczelnego Wodza Łotewskiej Armii (Latvijas armijas Virspavēlnieka štāba komandantūras rota; 16 lipca 1919 – 1 kwietnia 1921)[1],
- Zespół Dowodzenia Ministerstwa Obrony (Apsardzības ministrijas komandantūras komanda; 1 kwietnia 1921 – 1 sierpnia 1923)[2],
- Kompania Sztabu Głównego (Galvenā štāba rota; 1 sierpnia 1923 – 23 września 1929)[3],
- Kompania Sztabu Armii (Armijas štāba rota; 23 września 1929 – 1 kwietnia 1936)[4],
- Batalion Sztabu Armii (Armijas štāba bataljons; 1 kwietnia 1936 – 26 października 1940)[5].

## Historia
Na początku lipca 1919 roku połączono działające samodzielnie oddziały łotewskiego wojska w jedną armię. 10 lipca 1919 roku utworzono urząd Naczelnego Wodza Łotewskiej Armii i powołano działający przy nim sztab . 16 lipca 1919 roku sformowano Kompanię Dowodzenia, która już 29 lipca zaczęła wykonywać swoje pierwsze zadania – ochranianie siedziby dowództwa łotewskiej armii. Do końca września zakończono formowanie kompanii, która dzieliła się na 3 plutony i liczyła wówczas 172 żołnierzy. W kolejnych miesiącach liczba ta wzrosła do 200 .
Podczas prowadzenia działań wojennych przeciw Zachodniej Armii Ochotniczej w październiku i listopadzie 1919 roku kompania została przydzielona do Batalionu Studenckiego. 11 listopada uczestniczył w wyzwoleniu Torņakalns.
Po zakończeniu działań wojennych przeciwko bolszewikom w 1921 roku rozpoczęto reorganizację armii. Zniesiono urząd Naczelnego Wodza, przekazując dowództwo Ministerstwu Obrony, tworząc jednocześnie Sztab Główny. Kompanię Dowodzenia zredukowano do 50-osobowego zespołu podległego bezpośrednio ministerstwu, obsługującemu zarówno ministerstwo, jak i sztab.
31 maja wprowadzono wzory mundurów wojskowych dla łotewskiej armii. Żołnierze zaczęli nosić również odznakę rozpoznawczą przeznaczoną dla oddziałów podporządkowanych bezpośrednio ministerstwu przedstawiającą skrzyżowaną armatę, karabin i miecz otoczone wieńcem dębowym. Kolorem rozpoznawczym na wykończeniach munduru i czapki został kolor biały, który w 1922 roku zastąpiono kolorem jasnobłękitnym. Wiosną 1923 roku zespół otrzymał kolejne obowiązki – jego żołnierze zaczęli ochraniać będący siedzibą prezydenta Zamek w Rydze oraz będący siedzibą Sejmu Budynek Rycerzy Inflanckich, w związku z czym liczebność oddziału została zwiększona do 100 .
1 sierpnia 1923 roku zespół ponownie przekształcono w kompanię, zwiększając jej liczebność do 150 żołnierzy dzielących się na 3 plutony. Kompania została podporządkowana szefowi wydziału administracyjnego Sztabu Głównego . 1 sierpnia 1925 roku powiększono kompanię do 4 plutonów i 200 żołnierzy. Kompania została też podporządkowana nowo powstałemu Połączonemu Batalionowi Sztabu Głównego (Galvenā štāba apvienoto bataljons). 23 września 1929 roku dokonano zmiany nazwy kompanii na Kompanię Sztabu Armii . W 1931 roku w ramach kolejnej reorganizacji sztabu Połączony Batalion Sztabu Głównego został rozwiązany, a Kompania Sztabu Armii została podporządkowana bezpośrednio szefowi Sztabu Armii.
9 listopada 1933 roku kompania otrzymała własny sztandar . Po rozwiązaniu przez Kārlisa Ulmanisa 15 maja 1934 roku Sejmu żołnierze zaprzestali ochrony Budynku Rycerzy Inflanckich. 14 listopada 1935 roku kolejnym obowiązkiem kompanii stało się reprezentowanie państwa na arenie międzynarodowej, m.in. podczas przywitania wysokiej rangi wizyt zagranicznych, czy podczas składania listów uwierzytelniających przez ambasadorów obcych państw. Z kolei 18 listopada 1935 roku żołnierze kompanii po raz pierwszy wystawili wartę honorową przed Pomnikiem Wolności w Rydze .
1 kwietnia 1936 roku dotychczasową kompanię przekształcono w Batalion Sztabu Armii, złożony z trzech kompanii. Batalion podporządkowano Komendantowi Miasta Rygi i II zastępcy Szefa Sztabu Armii .
W wyniku wkroczenia Armii Czerwonej na teren Łotwy, 21 lipca 1940 roku żołnierze batalionu po raz ostatni pełnili wartę honorową przed pomnikiem wolności. 26 października 1940 roku batalion został rozformowany. Żołnierze batalionu zostali przeniesieni do różnych jednostek 24 Korpusu Strzeleckiego, przede wszystkim Batalionu Łączności i pułków artylerii, a jego dokumenty trafiły do archiwum państwowego .

## Dowódcy
- kpt. Jānis Otons (19 lipca 1919 – 31 marca 1921)[22]
- vlt. Ģirts Kunauss[e] (1 kwietnia 1921 – 1 marca 1922)[23]
- vlt. Ģirts Kunauss (1 marca 1922 – 1 maja 1923)[23]
- kpt. Jānis Birzulis (1 marca 1923 – 26 września 1932)[24]
- kpt. Ģederts Rafaelis (26 września 1932 – 28 stycznia 1935)[25]
- plt. Alberts Kleinbergs (28 stycznia 1935 – 17 lipca 1940)[26]
- plt. Alberts Vīksne (17 lipca 1940 – 27 peździernika 1940)[27]

## Tradycje
Po odzyskaniu przez Łotwę niepodległości tradycje oddziału sztabowego kontynuował sformowany 1 lutego 1992 roku Batalion Sztabowy Sił Obronnych (Aizsardzības spēku Štāba bataljons), przemianowany 1 lipca 1996 na Batalion Sztabowy Narodowych Sił Zbrojnych (Nacionālo Bruņoto Spēku Štāba bataljons).